# Dánsko na letních olympijských hrách
Dánsko na letních olympijských hrách startuje od roku 1896. Toto je přehled účastí, medailového zisku a vlajkonošů na dané sportovní události.

## Účast na Letních olympijských hrách
| Dějiště LOH            | LOH      | Vlajkonoš                                                                       | Zlatá medaile | Stříbrná medaile | Bronzová medaile | Celkem |
| ---------------------- | -------- | ------------------------------------------------------------------------------- | ------------- | ---------------- | ---------------- | ------ |
| 1896 Athény            | LOH 1896 | nebyl                                                                           | 1             | 2                | 3                | 6      |
| 1900 Paříž             | LOH 1900 | nebyl                                                                           | 1             | 3                | 2                | 6      |
| 1904 St. Louis         | 1904     |                                                                                 |               |                  |                  | Ne     |
| 1908 Londýn            | LOH 1908 | Aage Holm                                                                       |               | 2                | 3                | 5      |
| 1912 Stockholm         | LOH 1912 | Arne Højme                                                                      | 1             | 6                | 5                | 12     |
| 1920 Antverpy          | LOH 1920 | Robert Johnsen                                                                  | 3             | 9                | 1                | 13     |
| 1924 Paříž             | LOH 1924 | Peter Ryefelt                                                                   | 2             | 5                | 2                | 9      |
| 1928 Amsterdam         | LOH 1928 | Marius Jørgensen                                                                | 3             | 1                | 2                | 6      |
| 1932 Los Angeles       | LOH 1932 | Axel Bloch                                                                      |               | 3                | 3                | 6      |
| 1936 Německo           | LOH 1936 | Erik Hammer Sørensen                                                            |               | 2                | 3                | 5      |
| 1948 Londýn            | LOH 1948 | Vagn Loft                                                                       | 5             | 7                | 8                | 20     |
| 1952 Helsinky          | LOH 1952 | Erik Lund Swane                                                                 | 2             | 1                | 3                | 6      |
| 1956 Melbourne         | LOH 1956 | Ole Jensen Hviid                                                                | 1             | 2                | 1                | 4      |
| 1960 Řím               | LOH 1960 | Benny Schmidt                                                                   | 2             | 3                | 1                | 6      |
| 1964 Tokio             | LOH 1964 | Henning Wind                                                                    | 2             | 1                | 3                | 6      |
| 1968 Ciudad de México  | LOH 1968 | Erik Hansen                                                                     | 1             | 4                | 3                | 8      |
| 1972 Mnichov           | LOH 1972 | Peder Pedersen                                                                  | 1             |                  |                  | 1      |
| 1976 Montréal          | LOH 1976 | Judith Andersen                                                                 | 1             |                  | 2                | 5      |
| 1980 Moskva            | LOH 1980 | Jørgen Lindhardsen                                                              | 2             | 1                | 2                | 5      |
| 1984 Los Angeles       | LOH 1984 | Michael Markussen                                                               |               | 3                | 3                | 6      |
| 1988 Soul              | LOH 1988 | Anne Grethe Jensen-Törnblad                                                     | 2             | 1                | 1                | 4      |
| 1992 Barcelona         | LOH 1992 | Jørgen Bojsen-Møller                                                            | 1             | 1                | 4                | 6      |
| 1996 Atlanta           | LOH 1996 | Thomas Stuer-Lauridsen                                                          | 4             | 1                | 1                | 6      |
| 2000 Sydney            | LOH 2000 | Jesper Bank                                                                     | 2             | 3                | 1                | 6      |
| 2004 Athény            | LOH 2004 | Eskild Ebbesen                                                                  | 2             |                  | 6                | 8      |
| 2008 Peking            | LOH 2008 | Joachim Olsen                                                                   | 2             | 2                | 3                | 7      |
| 2012 Londýn            | LOH 2012 | Kim Knudsen                                                                     | 2             | 4                | 3                | 9      |
| 2016 Rio de Janeiro    | LOH 2016 | Caroline Wozniacká (zahájení) Pernille Blume (ukončení)                         | 2             | 6                | 7                | 15     |
| 2020 Tokio             | LOH 2020 | Sara Petersenová, Jonas Warrer (zahájení) Emma Aastrand Jørgensenová (ukončení) | 3             | 4                | 4                | 11     |
| 2024 Paříž             | LOH 2024 | Niklas Landin Jacobsen Anne-Marie Rindomová                                     | 2             | 2                | 5                | 9      |
| Celkem                 | 29       |                                                                                 | 50            | 80               | 84               | 214    |
| Zdroj na Olympedia.org |          |                                                                                 |               |                  |                  |        |